# Albuca donaldsonii
Albuca donaldsonii är en sparrisväxtart som beskrevs av Alfred Barton Rendle. Albuca donaldsonii ingår i släktet Albuca och familjen sparrisväxter. Inga underarter finns listade i Catalogue of Life.